# かないみかのももいろどらごん
かないみかのももいろどらごんは、AM KOBE（ラジオ関西）で放送されていたラジオ番組である。

## 放送局・放送時間
AM KOBE
- 放送期間：2002年4月7日 - 2003年3月30日
- 放送日：毎週日曜日
- 放送時間：26時30分 - 27時00分

四ッ谷式Cyber Project
- 配信期間：2002年4月9日 - 2003年4月1日
- 配信日：毎週火曜日

## 出演者
パーソナリティ
- かないみか
- 斎藤K
- やまけん

ゲスト
- 第1回：野沢聡
- 第2回：結城比呂
- 第4回：津田英佑
- 第17回：真田アサミ
- 第18回：千葉紗子
- 第19回：榎本温子
- 第26回：高橋美紀
- 第36回：菅原祥子
- 第37回：綱島郷太郎
- 第37回：石井輝之
- 第37回：鈴木浩介

## コーナー
オープニングトーク
パーソナリティ3人の近況をトークする。
ぴんくでまるいもの
リスナーから募集した単語で連想するものをパーソナリティの三人が答えるコーナー。
ふつおた
普通のお便りを紹介するコーナー。
ももどら会議室
リスナーから募集したテーマでパーソナリティの三人がトークするコーナー。